# Policía Armada Popular
La Fuerza de Policía Armada Popular China (abreviatura: PAP; en chino:中国人民武装警察部队; pinyin: Zhōngguó Rénmín Wǔzhuāng Jǐngchá Bùduì) es una organización paramilitar china principalmente responsable de la seguridad interna, el control de disturbios, la lucha contra el terrorismo, respuesta a desastres, aplicación de la ley y protección de los derechos marítimos y apoyo a la Fuerza Terrestre del PLA durante tiempos de guerra. El PAP (en chino: 武警; pinyin: Wǔjǐng; literalmente 'Policía Armada') es una fuerza militar especializada que depende directamente de la Comisión Militar Central (CMC).
Se estima que el PAP tiene una fuerza total de 1,5 millones de efectivos. Se estableció en su forma actual en 1982, pero fuerzas de seguridad similares han operado desde la fundación de la República Popular China en 1949. Durante la era maoísta, los predecesores del PAP fueron la Fuerza de Seguridad Pública Popular China, inicialmente bajo el mando del MPS, y más tarde el Cuerpo de Seguridad Pública que estaba bajo el mando del PLA.
La Policía Armada Popular hace uso de tecnologías de control remoto, como vehículos aéreos no tripulados, tecnología avanzada de vigilancia y robots de desactivación de bombas, así como sistemas inteligentes no tripulados.

## Misión y operaciones

Guardias de la Policía Armada Popular en la Plaza Tiananmen en Beijing

La Policía Armada Popular tiene como misión principal la seguridad interior. La primera ley de la Policía Armada Popular, la Ley de la Policía Armada Popular (PAPF), fue aprobada en agosto de 2009, otorgándole autoridad estatutaria para responder a disturbios, ataques terroristas u otras emergencias. Estas unidades protegen los edificios gubernamentales en todos los niveles (incluidas las organizaciones del partido y del estado, las embajadas y consulados extranjeros), brindan seguridad a las corporaciones públicas y los principales eventos públicos, así como la lucha contra el terrorismo y el manejo de emergencias públicas. Algunas unidades realizan tareas de guardia en prisiones civiles y proporcionan verdugos para el estado. El PAP también mantiene unidades tácticas contra el terrorismo en la Unidad de Acción Inmediata,Unidad de Comando Lobo de Nieve y varias Unidades Especiales de Policía.
En el sistema policial chino, la Policía Armada Popular se concentra en gestionar las protestas, también denominadas "incidentes masivos", y proteger instalaciones y eventos importantes, mientras que los agentes de seguridad pública se centran en el manejo de delitos y cuestiones relacionadas con el mantenimiento del orden público.  La Policía Armada Popular asiste a la policía regular en los operativos donde se prevé una oposición violenta, en los bloqueos de vías y en la protección de las escenas del crimen. La Policía Armada Popular también participa en campañas contra el crimen. En las actividades de mantenimiento del orden, la Policía Armada Popular utiliza la patrulla preventiva, bajo la conducción de los órganos de seguridad pública, y a veces en conjunto con ellos. Cuando se trata de incidentes de masificación, actividades de pandillas y otras situaciones de riesgo, la responsabilidad pasa a la Policía Armada Popular. Sin embargo, la Policía Armada Popular también realiza patrullajes exclusivos.
La Policía Armada Popular envió personal al extranjero para recibir capacitación o brindar capacitación y participa en ejercicios antiterroristas, especialmente en Asia Central en acuerdos bilaterales y multilaterales. Las fuerzas de operaciones especiales del PAP también están desplegadas en las embajadas chinas de Bagdad y Kabul con el fin de proteger al personal diplomático y la propiedad.

## Rangos
Debido a su historia con el PLA, el PAP tiene una estructura de rango similar al PLA y también obedece a sus reglamentos. Los guardias del PAP también se reclutan al mismo tiempo y mediante los mismos procedimientos que los soldados del PLA. Sin embargo, el PAP tiene su propio sistema de educación y capacitación separado del PLA. Al igual que el PLA, el PAP también celebra el Día del Ejército el 1° de agosto de cada año y disfruta de los mismos servicios que el PLA.

### Oficiales
| Título             | 武警学员 Wu jing xue yuan | 武警少尉 Wu jing shao wei | 武警中尉 Wu jing zhong wei | 武警上尉 Wu jing shang wei | 武警少校 Wu jing shao xiao | 武警中校 Wu jing zhong xiao | 武警上校 Wu jing shang xiao | 武警大校 Wu jing da xiao | 武警少将 Wu jing Shao jiang | 武警中将 Wu jing zhong jiang | 武警上将 Wu jing shang jiang |
| Traducción usual   | Cadete (OF-D)             | Subteniente (OF-1)        | Teniente (OF-1)            | Capitán (OF-2)             | Mayor (OF-3)               | Teniente coronel (OF-4)     | Coronel (OF-5)              | Coronel senior (OF-6)    | Mayor general (OF-7)        | Teniente general (OF-8)      | General (OF-9)               |
| ------------------ | ------------------------- | ------------------------- | -------------------------- | -------------------------- | -------------------------- | --------------------------- | --------------------------- | ------------------------ | --------------------------- | ---------------------------- | ---------------------------- |
| Insignia de hombro |                           |                           |                            |                            |                            |                             |                             |                          |                             |                              |                              |
| Insignia de cuello |                           |                           |                            |                            |                            |                             |                             |                          |                             |                              |                              |

### Suboficiales y tropa
| Title              | 武警列兵 Wu jing lie bing | 武警上等兵 Wu jing shang deng bing | 武警下士 Wu jing xia shi | 武警中士 Wu jing zhong shi | 武警上士 Wu jing shang shi       | 武警四级警士长 Wu jing si ji jing shi zhang | 武警三级警士长 Wu jing san ji jing shi zhang | 武警二级警士长 Wu jing er ji jing shi zhang | 武警一级警士长 Wu jing yi ji jing shi zhang |
| Traducción usual   | Soldado (OR-1)            | Soldado de primera clase (OR-2)    | Cabo (OR-3)              | Sargento (OR-4)            | Sargento del estado mayor (OR-5) | Sargento jefe de cuarta clase (OR-6)        | Sargento jefe de tercera clase (OR-7)        | Sargento jefe de segunda clase (OR-8)       | Sargento mayor (OR-9)                       |
| ------------------ | ------------------------- | ---------------------------------- | ------------------------ | -------------------------- | -------------------------------- | ------------------------------------------- | -------------------------------------------- | ------------------------------------------- | ------------------------------------------- |
| Insignia de hombro |                           |                                    |                          |                            |                                  |                                             |                                              |                                             |                                             |
| Insignia de cuello |                           |                                    |                          |                            |                                  |                                             |                                              |                                             |                                             |